# Blakîtne, Orihiv
Blakîtne (în ucraineană Блакитне) este un sat în comuna Novotroiițke din raionul Orihiv, regiunea Zaporijjea, Ucraina.

## Demografie
Componența lingvistică a localității Blakîtne
     Ucraineană (85,56%)
     Rusă (14,44%)
Conform recensământului din 2001, majoritatea populației localității Blakîtne era vorbitoare de ucraineană (85,56%), existând în minoritate și vorbitori de rusă (14,44%).